# 昌州街道 (德昌县)
昌州街道是中华人民共和国四川省凉山彝族自治州德昌县下辖的一个乡镇级行政单位。2019年12月，撤销王所镇和六所镇，设立昌州街道，以原王所镇和原六所镇所属行政区域为昌州街道的行政区域。

## 行政区划
昌州街道下辖以下地区：
王所村、茶园村、水塘村、小冯村、大冯村、昌州村和响地村。